# Жук, Василий Иванович
Василий Иванович Жук (укр. Василь Іванович Жук, 1 января 1991, Сосновка, Львовская область) — украинский футболист, полузащитник.

## Биография
Воспитанник владимир-волынского любительского клуба «БРВ-ВИК». В 2008 году подписал свой первый профессиональный контракт с «луцкой Волынью». В профессиональном футболе дебютировал 6 августа 2008 года в матче кубка против ужгородского «Закарпатья». Жук вышел на замену на 85 минуте вместо Богдана Карковского. Матч завершился поражением лучан со счётом 2-4. С тех пор сыграл за лучан 20 матч из них 19 матчей сыграл в Первой лиге, выходя на поле преимущественно на замены и 1 матч в Премьер-лиге тоже выйдя на замену. В Премьер-лиге дебютировал 9 сентября 2011 года в матче против донецкого «Шахтёра», выйдя на замену на 78 минуте вместо Алексея Бабыря.
В 2014 году сыграл два матча в любительских соревнованиях за «Авангард» (Жидачов), а в 2016 году выступал в Канаде за «Торонто Атомик».
Несколько лет выступал за юношеские сборные Украины, всего сыграл 27 матчей и забил 3 гола.

## Достижения
- Серебряный призёр Первой лиги Украины (1): 2009/10